# Пшенна Неллі Миколаївна
Неллі Миколаївна Пшенна (рос. Нелли Николаевна Пшённая), при народженні Тієннал нар. 1 січня 1947, Таллінн, Естонська РСР, СРСР) — радянська російська акторка театру та кіно. Заслужена артистка РРФСР (1989).

## Життєпис
Народилася 1 січня 1947 року в Таллінні у сім'ї військового.
У 1969 році закінчила ГІТІС та стала акторкою театру ім. Моссовєта.
Дебютувала у кіно в 1969 році у стрічці «Князь Ігор».

## Особисте життя
Неллі Пшенна була одружена з актором Олексієм Шейніним.

## Фільмографія
| Рік  |   | Українська назва               | Оригінальна назва                   | Роль                                                      |
| ---- | - | ------------------------------ | ----------------------------------- | --------------------------------------------------------- |
| 2016 | с | Осиное гніздо                  | Осиное гнездо                       | Лія Аркадіївна                                            |
| 2016 | с | Скліфосовський                 | Склифосовский                       | Свєтлова                                                  |
| 2014 | с | До побачення, хлопчики         | До свидания, мальчики               | Ніна Костянтинівна                                        |
| 2013 | с | Хтось втрачає, хтось знаходить | Кто-то теряет, кто-то находит       | Ганна Весніна                                             |
| 2009 | с | Райські яблучка. Життя триває  | Райские яблочки. Жизнь продолжается | Ганна Наумова, мати Павла                                 |
| 2011 | с | Острів непотрібних людей       | Остров ненужных людей               | Олександріна, ясновидиця                                  |
| 2010 | с | Вийшов їжачок з туману         | Вышел ёжик из тумана                | '                                                         |
| 2010 | ф | Зв'язок часів                  | Связь времён                        | мама Мартіна                                              |
| 2008 | с | Райські яблучка                | Райские яблочки                     | Ганна Наумова, мати Павла                                 |
| 2007 | ф | Фото моєї дівчини              | Фото моей девушки                   | Тамара, ворожка                                           |
| 2007 | с | Смерш                          | Смерш                               | Агнеса                                                    |
| 2006 | с | Чарівність зла                 | Очарование зла                      | Ганна Орловська, княгиня                                  |
| 2005 | с | Полювання на асфальті          | Охота на асфальте                   | мати Анжели                                               |
| 2003 | с | На розі, у Патріарших-3        | На углу, у Патриарших-3             | Лариса Павлівна                                           |
| 2002 | с | Дві долі                       | Две судьбы                          | Ольга Матвіївна, мати Михайла Юсупова                     |
| 1987 | ф | Вельд                          | Вельд                               | Лінда                                                     |
| 1987 | ф | Гардемарини, вперед!           | Гардемарины, вперёд!                | Ганна Бестужева                                           |
| 1983 | ф | Прискорення                    | Ускорение                           | Анастасія Володимирівна                                   |
| 1982 | ф | Смерть на зльоті               | Смерть на взлёте                    | Нора Браун, перекладачка / Евві Мейєр / агент «Джильберт» |
| 1979 | ф | Постріл у спину                | Выстрел в спину                     | Інна Петрівна, коханка Шутіна                             |
| 1977 | ф | Хочу бути міністром            |                                     | Ірина                                                     |
| 1977 | ф | Службовий роман                | Служебный роман                     | дружина Самохвалова                                       |
| 1976 | ф | Легенда про Тіля               | Легенда о Тиле                      | знатна дама                                               |
| 1974 | ф | Агонія                         |                                     | Сашенька, баронеса                                        |
| 1971 | ф | Молоді                         | Молодые                             | Олена, подруга Жені                                       |
| 1971 | ф | Синє небо                      | Синее небо                          | Олена                                                     |
| 1970 | ф | Сум'яття                       | Смятение                            | Катя Прозорова                                            |
| 1969 | ф | Князь Ігор                     |                                     | Ярославна, його дружина у другому шлюбі                   |